# Banyunibo

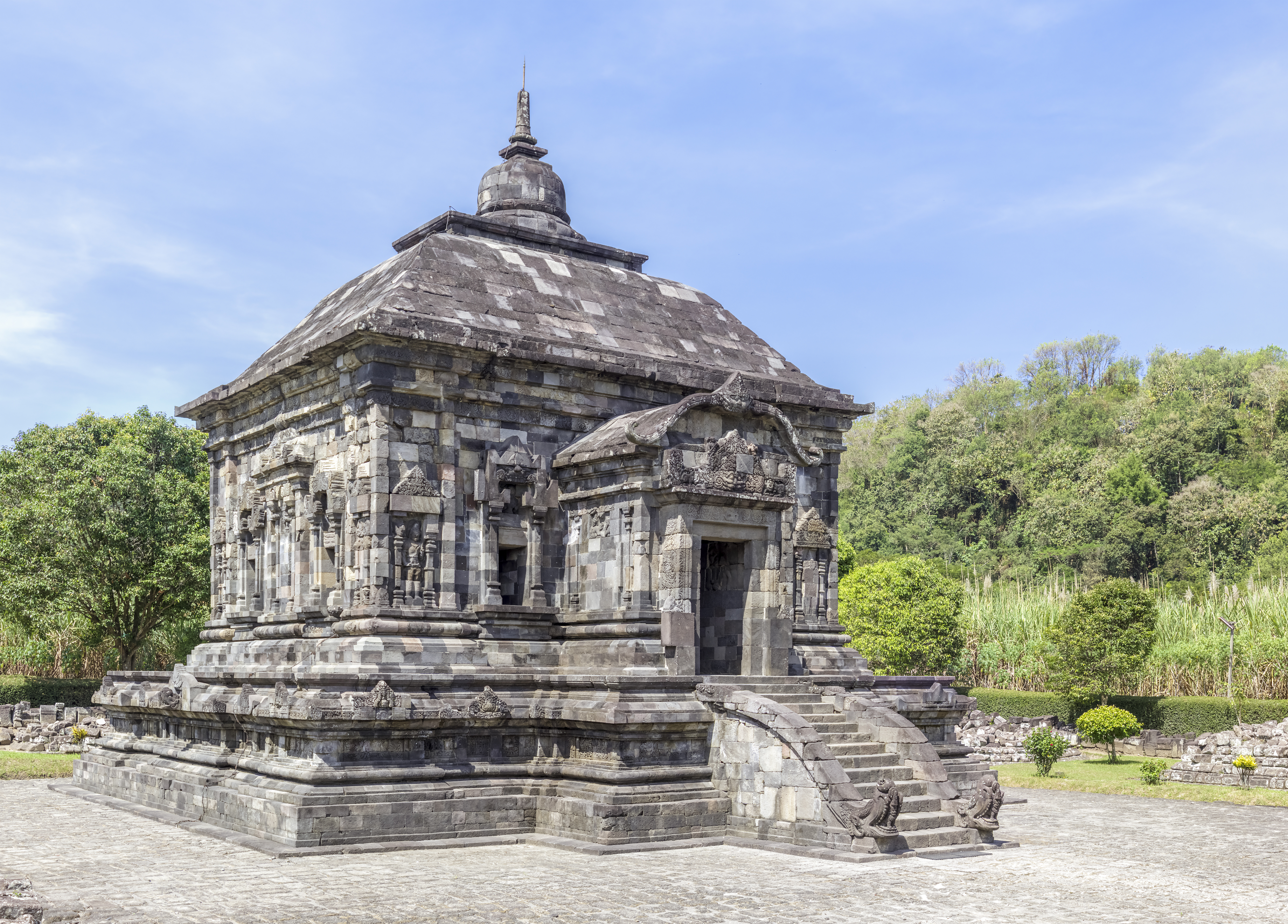
Banyunibo nằm ở trung tâm của những cánh đồng lúa phía Đông Nam Ratu Boko

Banyunibo (Tiếng Java: "nước nhỏ giọt") là một ngôi đền Phật giáo được xây dựng vào thế kỷ thứ 9 tại ấp Cepit, làng Bokoharjo, Yogyakarta, Indonesia.Ngôi đền tồn tại từ thời đại của Vương quốc Medang, tọa lạc trong một thung lũng hẹp được bao quanh bởi những cánh đồng lúa, cách hai cây số về phía Đông Nam của công viên khảo cổ Ratu Boko ở phía Đông Yogyakarta. Xa hơn về phía Bắc là đền Prambanan, còn ở phía Nam là dãy đồi Gunung Sewu, phần mở rộng của hệ thống đồi Gunung Kidul.

## Kiến trúc
Banyunibo có kiến trúc phù đồ; đây là loại hình kiến trúc độc đáo nhất trong số những ngôi đền Phật giáo còn sót lại ở Trung Java. Ý nghĩa của mái vòm cong được cho là để tượng trưng cho hoa sen, hoặc mô phỏng những mái nhà được bện từ sợi ijuk (loại sợi đen quấn quanh thân cây báng) từng phổ biến trong kiến trúc bản địa của Java, và vẫn được tìm thấy ngày nay trong kiến trúc đỉnh của đền Bali. Cấu trúc chính được bao quanh bởi các bảo tháp trên mặt đất và vẫn có thể được nhìn thấy ngày nay. Các tháp được sắp xếp theo một hàng gồm ba tháp ở phía Nam của đền, ba tháp phía Đông. Phía Bắc có khả năng tồn tại ba tháp, tuy nhiên chúng vẫn đang bị chôn vùi một mét dưới lòng đất. Điện thờ chính xoay mặt về phía Tây.

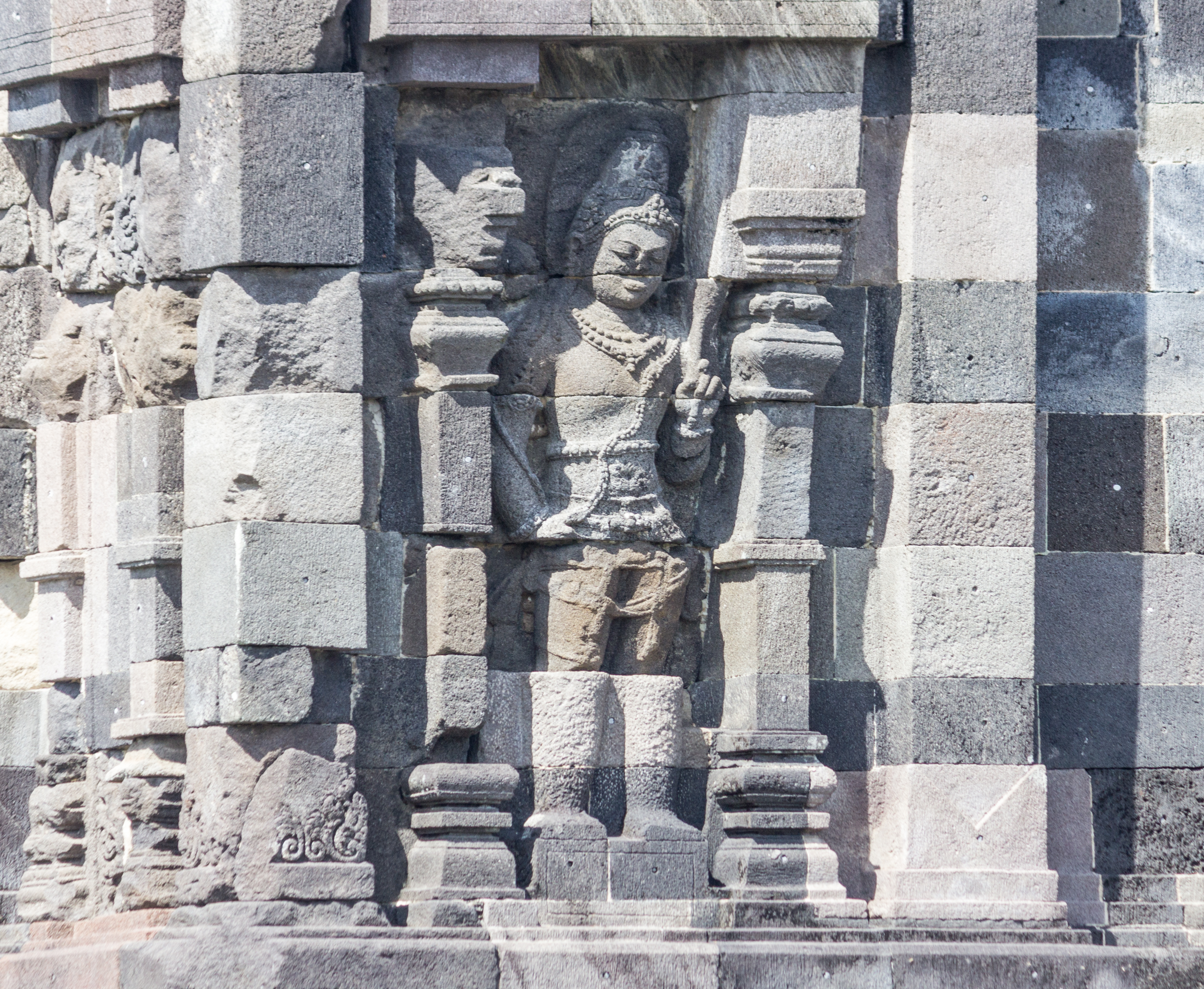
Bề mặt đền

Những bậc thang và cổng vào đền được chạm trổ theo phong cách Kala-Makara, điển hình của các ngôi đền trung Java vào thời này. Makara xuất hiện trên mỗi bên bậc thang, còn đầu của Kala nằm trên đỉnh cổng vào. Các hốc xung quanh thân đền được trang trí với những bức tượng boddhisattvas, trong khi các hốc trên cửa sổ được trang trí với những hình ảnh của đức tara với mỗi tay cầm hoa. Các bức tường bên trong được trang trí với những hình ảnh của Hariti được trẻ em vây quanh (một số chi tiết của hình ảnh này đã thất lạc) và Vaisravana. Các bức tường bên trong cũng được trang trí với một hình ảnh một người đàn ông hói đầu được khiêng bằng kiệu, có thể được dùng để mô tả một trong số những người gác đền.
Tàn tích của Banyunibo được phát hiện vào tháng 11 năm 1940. Những cuộc nghiên cứu được tiến hành đến năm 1942 và thành công bước đầu trong việc tái dựng mái vòm và khu vực cổng đền thờ. Việc tái thiết bị dừng lại do để Thế Chiến II và Cách mạng quốc gia Indonesia. Vào năm 1962, sự phục chế phần dưới tầng hầm, nền móng, cũng như bức tường phía Bắc đã hoàn thành. Việc tái thiết đền Banyunibo được hoàn tất vào năm 1978.

## Vị trí
wikimapia

## Liên kết mở rộng
- Các hình ảnh của Banyunibo Lưu trữ ngày 17 tháng 5 năm 2011 tại Wayback Machine